# 福田和子
福田 和子（ふくだ かずこ、1948年1月2日 - 2005年3月10日）は、1982年（昭和57年）8月19日に発生した松山ホステス殺害事件の犯人である。犯行後、時効直前の1997年（平成9年）7月29日に逮捕されるまで約15年にわたり逃亡したことで広く知られている。また、福田は1964年から1966年にかけて発生した松山刑務所事件の被害者である。

## 生涯
1948年（昭和23年）1月2日、愛媛県松山市に生まれる。
幼くして両親が離婚、母親に引き取られ愛媛県川之江市（現：四国中央市）に移る。母親は自宅で売春宿を経営していた。その後母は漁師と再婚、来島に移るが島の排他性に耐え切れず、母子で今治市に移る。愛媛県内の高校に入学するものの、処女を捧げた交際中の同級生が事故死し、自暴自棄になり3年生の1学期に退学する。
17歳のとき、同棲していた男性と高松市の国税局長の家に強盗に入った罪で松山刑務所に服役。その服役中の1966年（当時18歳）、第1次松山抗争で逮捕された郷田会の関係者が看守を買収し、女性受刑者を強姦するという松山刑務所事件が起き、福田はこの事件で看守からの強姦被害者となった。さらに移監された高松刑務所でも同様の被害に遭っているが、いずれも被害届を出すことが認められなかったため、公訴時効により事件の責任追及は行われなかった。なお、福田が14年間逃亡し続けたのはこの事件のトラウマからであるとされている。
出所後の福田はキャバレーのホステスとして働いていたが、1982年に松山市内で同僚のホステス（当時31歳）の首を絞めて殺害する松山ホステス殺害事件を起こし、逃亡する（後に夫はこの事件での死体遺棄罪で有罪となった）。
逃亡中は幾度となく偽名を使ったり美容整形を繰り返すなどして、全国のキャバレーを転々とする生活をしており、美容整形をしていたことが判明した際には「7つの顔を持つ女」と呼ばれた。愛媛県警察が懸賞金をかけた指名手配捜査を行い、公訴時効が成立する21日前である1997年7月29日、福井市内で逮捕された。逃亡生活は5,459日間にも及んだ。逮捕のきっかけは公訴時効成立が近づくにつれてワイドショーやゴールデンタイムの公開捜査番組で何度となく取り上げられ、社会的関心が高まり、福田が行き付けのおでん店の常連客に見破られたためである。
逮捕された福田は、福井駅から岡山駅まで鉄道、岡山駅からは愛媛県警察のワゴン車で松山東警察署に移送された。岡山駅までの道中は、女性捜査員と福田が乗車した特急サンダーバードや山陽新幹線にテレビや雑誌などの報道陣が同乗し、福田の周囲を取り囲み大騒ぎとなった。松山東警察署で取調べを受けた後の1997年8月18日に強盗殺人罪で起訴された。公訴時効成立まで11時間前の起訴であった。
1999年5月31日、松山地方裁判所にて無期懲役の判決が下され控訴するも、2000年12月13日、高松高等裁判所にて控訴棄却。拘置先の松山刑務所から高松刑務所に移され、収監。福田は最高裁判所へ上告したが2003年11月、上告棄却。無期懲役の刑が確定し、和歌山県和歌山市の和歌山刑務所に収監された。
2005年2月に刑務所内の工場の作業中に、くも膜下出血のため緊急入院。意識の回復のないまま3月10日、入院先の和歌山市内の病院にて脳梗塞により死去。57歳没。

## 事件発生から逮捕までのエピソード
逮捕までの15年近くの5459日間、日本各地を転々としていた福田だが、潜伏生活の中で最も大胆だったのは石川県能美郡根上町（現・能美市）の和菓子屋の後妻（入籍はしておらず、事実上の内縁関係）の座に納まっていたことである。その店には、家が近所で当時小学生だった松井秀喜も客としてよく菓子を買いに来ており、松井は福田逮捕後のインタビューで「とても綺麗で優しいおばさんという印象だった」と語っている。
金沢市のスナックで働いていた福田は、その店の客だった和菓子屋の主人に見初められて同棲するようになり、店も手伝う。そして息子を愛媛県松山市の実家から呼び出し、甥だと偽ってその和菓子屋に見習いとして住み込みで働かせた。福田は和菓子屋の主人や両親には京都嵯峨野にある旅館の令嬢と名乗り、息子に連絡する際は警察の逆探知捜査を逆手に取り、京都や大阪など関西へ出向き公衆電話から連絡を取り捜査を撹乱した（公開捜査番組等で録音テープに「逆探知されたら困る。危ない、危ない」という福田の肉声が公開されている）。そのため警察は福田が関西方面に潜伏していると誤認し、和菓子屋がある石川県まで逃げているとの認識はなかった。しかも福田は非常によく働き、接客も得意だったことから、店はたちまち評判となり、新しく改装するほどの繁盛店となった。
和菓子屋の主人は福田をたいそう気に入り、正式に結婚を申し込むが、福田は正体がバレるのを恐れて2年以上も結婚を渋った。なかなか籍を入れない福田の態度に不審を抱いた親戚が、福田の甥だという息子の荷物を調べ、その中から運転免許証を偶然発見して確認したところ、福田の生まれ育った愛媛県松山市が書かれていたことに驚いて石川県警察に通報し、警察は福田の逮捕に向かう。しかし当日、近所の葬式の手伝いに出掛けていた福田は警察の行動を素早く察知し、とっさの判断で近くにあった自転車に乗り逃走、これにより逮捕は失敗する。このとき、警察は福田が整形手術を行っていたことを初めて知り、この事実は当時の週刊誌でも取り上げられた。
その後は愛知県内でモーテルの客室清掃員などもしていたとの情報もあったが、詳しい足取りは不明なままである。逮捕後の供述では、近畿地方・中国地方・北陸地方などの料理店などを転々としていたことを明かした。
1997年、刻一刻と時効が迫る中で、テレビのワイドショーやゴールデンタイムの公開捜査番組で、福田の事件と逃亡が頻繁に取り上げられ、肉声も繰り返し放送された。福田が行きつけだった福井市内のおでん屋の店主と常連客は、声が似ている女性客（福田）を怪しむようになったという。結局、おでん店の店主から提供されたビール瓶とマラカスから採取された指紋が決め手となり、福田は逮捕された。
その後、福田の逃亡劇は、報道番組の特集のみならず、小説、テレビドラマ、映画化され、多数の女性俳優が福田を演じた。また本人も逮捕後より半生記の著書を出版している。
逮捕成功につながった情報の提供者は懸賞金を受け取ったが、その後慈善団体に寄付した。逮捕の現場となったおでん屋は、その後も移転して細々と営業していたが、2019年3月31日をもって閉店した。

## 福田和子を演じた女優
- 藤山直美 -『顔』※福田和子の事件をベースにしている （松竹制作、2000年8月12日）
- 大竹しのぶ -『実録 福田和子』 （フジテレビ・共同テレビ制作、2002年8月2日）
- 藤澤オリエ -『ザ!世界仰天ニュース』（日本テレビ制作、2009年12月30日）
- 鈴木ひろみ -『ブラマヨ衝撃ファイル 世界のコワ〜イ女たち』（TBSテレビ制作、2011年2月1日（SP#6）、10月25日）
- 河合美智子 -『日曜ビッグバラエティ ニッポン事件簿～犯人はなぜ逃げるのか～』 （テレビ東京制作、2012年3月18日）
- 寺島しのぶ - 実録ドラマスペシャル 女の犯罪ミステリー『福田和子 整形逃亡15年』（テレビ朝日・東映制作、2016年3月17日）[8]
- 中島ひろ子 - 『実録！10人のコワイ女』（TBS制作、2017年3月15日）
- 佐藤仁美 - 直撃!シンソウ坂上『母・福田和子』（フジテレビ制作、2018年8月2日）
- 宮地真緒 - ワールド極限ミステリー『日本犯罪史上もっとも有名な逃亡者、福田和子の知られざるミステリー』 (TBS制作、2021年10月27日）
- 和田瑠子 - 『THE 重大事件 Vol.1「福田和子 14年と344日逃げ続けた女」』 (日本テレビ制作、hulu独占配信、2022年5月17日）
- 石田えり -『私の見た世界』※福田和子の手記をベースに、石田が監督・脚本・編集・主演を担当 （2025年7月26日）

## 著書
- 『涙の谷…私の逃亡、十四年と十一カ月十日』扶桑社（原著1999年8月）。ISBN 4594027490。 - 松山刑務所で自ら綴った書き下ろし360枚。
- 『涙の谷』扶桑社〈扶桑社文庫〉（原著2002年7月）。ISBN 4594036481。 - 1999年刊行書の文庫化。印税の800万円は遺族に寄付されている。